# Tryonia protea
Tryonia protea är en snäckart som först beskrevs av Gould 1855.  Tryonia protea ingår i släktet Tryonia och familjen tusensnäckor. Inga underarter finns listade i Catalogue of Life.